# Günther Förg
Günther Förg (5 de Dezembro de 1952 - 5 de Dezembro de 2013) foi um pintor, designer gráfico, escultor e fotógrafo alemão. O seu estilo foi influenciado pela pintura abstracta norte-americana.

## Vida e carreira
Förg nasceu em Füssen, Allgäu. O seu pai, Michael, trabalhava na alfândega. Estudou na Academia de Belas Artes de Munique, de 1973 a 1979, com Karl Fred Dahmen. Leccionou na Universidade de Artes e Design de Karlsruhe, de 1992 a 1999. A partir de 1999, foi professor em Munique. Tinha residências em Areuse, na Suíça, e também em Freiburg. Em 1993, casou-se com Ika Huber.

## Obra
A obra artística de Förg abrange pinturas, obras gráficas e escultóricas, bem como um grande conjunto de fotografias arquitectónicas. Os seus quadros geométricos, abstractos e fortemente tingidos têm um forte caráter decorativo. Förg combinou diversos materiais e média em pintura, escultura e fotografia. Os temas das suas fotografias arquitectónicas em grande escala são a Bauhaus e a estética fascista, enquanto as suas pinturas murais monocromáticas e pinturas em chumbo são reflexões sobre a arte.
Entre 1973 (primeiro ano de Förg como estudante na Academia de Belas Artes de Munique) e 1976, Förg pintou quase exclusivamente telas monocromáticas pretas em acrílico, que, com a adição de um cinza translúcido, produziram um efeito de superfície leitosa e velada. Após a morte do seu colega artístico, Blinky Palermo, Förg seguiu o legado europeu da arte minimalista americana deste último a partir de 1977. Palermo foi citado como tendo dito, em referência a Förg, “a arte é quase tão bela quanto o homem”. Não está claro se isso foi interpretado como um insulto ou elogio. As suas pinturas abstractas recordam autores como Cy Twombly, Ellsworth Kelly, e outros.
No início da década de 1980, Förg fez o chamado Alubilder – montagens de folhas de alumínio nas quais o artista pintou padrões lineares ou retratos. Para a sua série de pinturas em chumbo, datadas das décadas de 1980 e 1990, embrulhou folhas de chumbo sobre madeira e depois pintou cada superfície com acrílico.
Förg começou a cultivar a fotografia no início da década de 1980. Na área da fotografia, é conhecido pelos seus trabalhos de 1980 a 2006, principalmente em formatos muito grandes, mostrando locais arquitectónicos famosos. Para o efeito, viajou extensivamente pela Espanha, Israel, Áustria, Rússia, França, Turquia e Itália, onde fotografou principalmente edifícios da Bauhaus. Muitas das fotografias são vistas tiradas através de janelas que chamam a atenção para as transições do espaço interior para o exterior. As fotografias são apresentadas sob um vidro protector espesso que reflete a sala e o observador.
Em 1991, para a inauguração do Museum für Moderne Kunst de Frankfurt, Förg produziu uma peça de parede colorida para a escadaria central, que juntamente com um relevo de bronze formava um contraste com a estrutura da arquitetura pós-moderna do museu. Em 2000, foi contratado para projetar o Centro para Diálogo Global da Swiss Re em Zurique. Para este projeto, Forg cuidou do design de cores de todos os interiores da Villa Bodmer, da década de 1920. e instalou dois enormes tubos de metal bruto no seu seu hall de entrada central.
Faleceu, aos 61 anos, em Colombier, Neuchâtel, Suíça.